# 두예 찰레타차르
두예 찰레타차르(크로아티아어: Duje Ćaleta-Car, 1996년 9월 17일 ~ )는 크로아티아의 축구 선수이다. 포지션은 센터백이며, 현재 스페인 라리가의 레알 소시에다드에서 활약하고 있다.